# Liechtensteińska Służba Ojczyźnie
Liechtensteińska Służba Ojczyźnie (niem. Liechtensteiner Hiematdienst, LHD) – trzecia w kolejności powstania partia polityczna Liechtensteinu, założona w 1933 roku. Nie wzięła udziału w ogólnokrajowych wyborach. W 1936 roku połączyła się z Chrześcijańsko-Społeczną Partią Ludową tworząc Unię Patriotyczną.

## Historia
Liechtensteińska Służba Ojczyźnie została założona w październiku 1933 roku. Wywodziła się ona z ruchu wolnej gospodarki (niem. Freiwirtschaft). Była to partia antysystemowa, opozycyjna zarówno do Chrześcijańsko-Społecznej Partii Ludowej jak i do Postępowej Partii Obywatelskiej. Postulowała ona przekształcenie systemu państwa z partyjnego na stanowy. Jej organ prasowy „Liechtensteiner Hiematdienst” głosił poglądy antysemickie i proniemieckie. Partia przyjmowała część wzorów faszystowskich. W grudniu 1934 roku zorganizowała w Vaduz manifestację w czasie której działacze ubrani w jednolite mundury eksponowali swoje żądania. W 1936 roku Liechtensteińska Służba Ojczyźnie połączyła się z Chrześcijańsko-Społeczną Partią Ludową tworząc Unię Patriotyczną, mimo że partie te miały zupełnie różne programy. Proniemieckie poglądy Liechtensteińskiej Służby Ojczyźnie rozwinął założony w marcu 1938 roku Ruch Narodowoniemiecki w Liechtensteinie.